# Christian Timotheus Seidel
Christian Timotheus Seidel, auch Christoph Timotheus Seidel, (* 1731; † 1. Mai 1811) war ein deutscher Architekt und preußischer Geheimer Oberbaurat.

## Laufbahn
Seidel wird 1753 erstmals erwähnt als Kondukteur für Vermessungen. 1766 wurde er vom Generaldirektorium für den Posten eines Landmessers vorgeschlagen, war 1769 Bauinspektor bei der kurmärkischen Kammer und wurde 1770 als Geheimer Oberbaurat Mitglied des neu gegründeten Oberbaudepartements.
In diesem Amt hatte er die Bauaufsicht auf alle königlichen Bauten in Berlin und Potsdam. 1777 bearbeitete er in Küstrin die Kostenanschläge für die Bewallung an der Warthe, prüfte 1782 die Anschläge für die Bauten am Potsdamer Quarré sowie die Post, legte 1783 einen Kostenvoranschlag für die Reparaturen der Schäden am Schloss Sanssouci vor, reichte 1784 einen Anschlag für den Bau eines Lazaretts in Spandau ein und revidierte 1785 im Auftrag des Königs die Anschläge für die Bauten in Berlin und Potsdam.
Danach führte er Meliorationen an Rhin und Dosse, im Kreis Zauche und des Golmschen Bruchs bei Potsdam durch, revidierte Immediatbauten und fertigte einen Anschlag für den Bau einer massiven Schleuse in Spandau an. Im Zuge der Auflösung des Oberbaudepartements wurde Seidel im Mai 1804 wegen seines hohen Alters pensioniert. Er starb 1811 im Alter von 80 Jahren und hinterließ Frau und Kinder.
Bereits 1786 trat er seinem Sohn Johann Friedrich Wilhelm seinen Posten als Bauinspektor der kurmärkischen Kammer ab. Dieser war bis 1782 Kondukteur und danach bis 1788 beim Oberbaudepartement, zuerst als Referendar, wurde 1784 Assessor und 1788 Bauinspektor. Gleichzeitig war er Hof- und Baurat bei der Baukommission in Berlin.